# Пакраван, Хасан
Хассан Пакраван (перс.  حسن پاكروان‎; 4 августа 1911, Тегеран — 11 апреля 1979, Тегеран) — иранский государственный и политический деятель, 2-й руководитель САВАК (июнь 1961 — январь 1965), генерал-майор (Sarlashkar) иранских вооруженных сил.

## Биография

### Ранние годы
Хассан Пакраван родился в Тегеране 4 августа 1911 года в семье Фатхоллы и Эмине Пакраван. Его отец занимал высокие правительственные посты при Каджарах, включая пост губернатора провинции (остан) Хорасан, и посла Ирана в Италии. Его мать Эмине Пакраван была наполовину европейского происхождения. Она состояла в родстве с Габсбургской династией Австро-Венгерской империи. Эмине была профессором одного из вузов Тегерана.
Будучи ещё ребёнком, Хассан Пакраван отправился вместе с родителями в Каир. Правительство шаха назначило Фатхоллу Пакравана дипломатическим представителем в Египте. В Каире Хассан получил своё первичное начальное образование во французском лицее («Lycée français»). В 1923 г. родители Хассана развелись.
Эмине с сыном отправилась в бельгийский город Льеж, где Хассан стал посещать местную среднюю школу. Здесь же Хассан окончил университет, после чего поехал продолжить учёбу в Пуатье (Франция), поступив в школу артиллерии, затем он был переведен в Фонтенбло («Ecole d’application d’artillerie»).
В 1933 году Хассан выехал из Бельгии в Москву, в гости к отцу — тогдашнему иранскому послу в СССР. Через некоторое время, посол Пакраван был объявлен персоной нон грата и  Из Москвы Хассан Пакраван вернулся в Иран и в скором времени его приняли в Военную академию, на должность преподавателя.

### Военная и дипломатическая деятельность
Свою политическую карьеру Хассан Пакраван начал будучи преподавателем предмета артиллерии в Тегеранском военном училище.
В 1940—1970-х годы Хассан Пакраван занимал множество политически важных, военных и дипломатических постов, среди них:
- адъютант шаха в отделе сведений «Департамента II»;
- военный атташе в Пакистане (1949—1951), в Индии (1954—1957);[3]
- начальник военной разведки (1951—1953);
- заместитель директора САВАК, отвечавший за внешние сношения (1957—1961);
- заместитель премьер-министра и директор САВАК (1961—1965);
- министр информации (1965—1966);[4]
- посол в Пакистане (1966—1969), во Франции (1969—1973);[5]
- старший адвокат в Министерстве Суда (1974—1979).

В 1949—1951 годы Пакраван был военным атташе в Пакистане. Вернувшись в 1951 году в Иран, Хассан Пакраван был назначен начальником военной разведки «J-2» (1951—1953). Данная служба была названа в честь французской модели «Deuxième Bureau». Тайная служба «J-2» была известна своим участием в подавлении деятельности оппозиционных сил.
В разгар конфликта между шахом и Мосаддыком — Пакраван, по собственному решению, покинул пост руководителя военной разведки «Джи-2». Он отправился во Францию в качестве заместителя военного атташе, а затем стал военным атташе в Индии. Пакраван позднее объяснил, что из уважения к конституции он не хотел быть втянутым в переворот против Мосаддыка, и поэтому уехал во Францию.

### Пакраван во главе САВАК (июнь 1961 — январь 1965)
В 1954—1957 годы Пакраван был военным атташе в Индии. В 1957 году он был отозван в Иран.
В этот период, американские и британские военные советники прибыли в Тегеран по просьбе шаха, чтобы оказать Ирану поддержку в создании новой службы разведки. Генерал Теймур Бахтияр был назначен первым главой секретной службы САВАК, который сделал генерала Хассана Пакравана своим заместителем.
После того как новым президентом США был избран Джон Кеннеди, Мохаммед Реза Пехлеви хотел достичь политической открытости Ирана. По этой причине, Хассан Пакраван казался нужной кандидатурой на должность главы САВАК (шах подозревал Теймура Бахтияра в нелояльности монархии, за что он и был уволен в июне 1961 г.).
Одним из его первых решений было воздерживаться от любых форм пыток во время допросов.
8 октября 1962 года духовенство выступило с резкой реакцией на опубликование правительством положения о выборах в провинциальные и областные энджумены (советы). Возражения в основном касались предоставления женщинам избирательного права и упоминания, что кандидат должен давать клятву «на святом писании», а не на Коране, в чём была усмотрена попытка «уравнять Библию с Кораном». Правительство вскоре отказалось от всех положений, вызвавших недовольство духовенства.

#### «Восстание 15 хордада»
26 января 1963 года в Иране состоялся плебисцит по поводу 6 пунктов программы преобразований: закон об аграрной реформе, закон о национализации лесов и пастбищ, создание «корпуса просвещения», закон о предоставлении рабочим части прибылей промышленных предприятий, предоставление женщинам избирательного права. Предложения одобрены большинством голосовавших. Борьбу духовенства против реформ возглавил мулла Хомейни.
В середине марта — накануне иранского Нового года Рухолла Хомейни обнародовал заявление о том, что в условиях, когда «исламу угрожает опасность», у иранцев нет повода праздновать «Новруз».
22 марта был осуществлен вооруженный налет САВАК на медресе Фейзие в Куме, руководителем которого был Хомейни; один учащийся убит. Хомейни арестован, но скоро освобожден. В тот же день силы безопасности совершили налет на медресе в Тебризе.
4 июня 1963 года Хомейни был арестован за антиправительственные действия. 5 июня, в дни траурных процессии по случаю ашуры в Тегеране, Куме, Мешхеде, Тебризе, Верамине и Кашане переросли в антиправительственные выступления и погромы. Фактически в Иране произошло восстание сторонников Хомейни, однако оно было жестоко подавлено шахской гвардией под руководством генерала Голяма Али Овейси, армейскими частями и силами САВАК. По официальным данным около 100 демонстрантов убиты, 28 аятолл арестованы. По неофициальным: только в Тегеране было убито более 5 000 демонстрантов.
Поскольку Хомейни восстал против монархии и национальной безопасности, в соответствии с законом после «справедливого суда», его ожидала смертная казнь.
Фатима Пакраван (супруга генерала Пакравана) в своих мемуарах подтверждает известную версию о том, что её муж в 1963 году спас жизнь Хомейни.
В своих мемуарах госпожа Фатима Пакраван детально описывает все ключевые моменты из жизни её мужа. Она пишет, к примеру, что когда Хомейни осудили на смерть, генерал Пакраван был этим фактом очень расстроен. Хассан Пакраван чувствовал, что казнь Хомейни вызовет огромное возмущение простых иранцев и религиозных деятелей. Он знал и просто был уверен в этом, что население страны не поддержит правящую элиту и двор в этом вопросе. С этими аргументами он предстал перед шахом. Убедив шаха позволить ему самому найти выход из сложившейся ситуации, генерал обратился за советом к аятолле Сейид Мохаммед Казем Шариатмадари и попросил у него помощи в урегулировании сложившегося положения. Аятолла Шариатмадари, как один из старших религиозных лидеров Ирана, предложил генералу Пакравану возвести Хомейни в ранг аятоллы. После консультации с высшими служителями духовенства, вскоре был составлен специальный религиозный декрет, который бы представлен на утверждение шаху. Данный проект разрабатывался при непосредственном участии генерала Пакравана и Сейид Джеляль Техрани.
Таким образом, к началу 60-х гг. Хомейни вошёл в число религиозных деятелей высшего ранга — аятолл (в то время в Иране их насчитывалось всего несколько сот человек). Высшее духовенство присвоило ему титул «Великого аятоллы» («Аятолла аль-Озма»). Этот титул, который имели менее десятка шиитских религиозных деятелей, сделал лидера шиитской оппозиции (Хомейни) неприкосновенным для светского шахского суда. Новый духовный сан давал Хомейни возможность претендовать на роль руководителя шиитской общины Ирана.
Одним из наиболее интересных эпизодов мемуаров жены генерала Пакравана является описание еженедельных завтраков её мужа с муллой Рухолла Хомейни в 1963 году, когда тот находился под домашним арестом.

Согласно рассказам генерала Пакравана, Хомейни говорил красноречиво и вызывающе: 
«Тимсар (генерал), я считываю дни, когда мы больше не будем вместе завтракать».
 Генерал описывал Хомейни, как очень красивого человека, обладавшим экстраординарными манерами поведения, большим обаянием, которому не было чуждо ощущение соблазна вкуса власти. Генерал и аятолла много разговаривали о религии, философии и истории. Хассан Пакраван отмечает, что невежество Хомейни в истории и философии было беспредельным. Генерал также отмечал, что Хомейни был очень честолюбивым и скрытным человеком.
«При каждой беседе с Хомейни у меня появлялся некоторый страх, от чего мои волосы со временем заметно поседели. Это было пугающее ощущение» — сказал как-то генерал Пакраван своей жене.
В ноябре 1964 года в качестве меры предосторожности шах приказал высылать аятоллу Хомейни в Турцию, а затем в Ирак.
Теперь уже факт (подтвержденный многими иранскими чиновниками в своих мемуарах, включая покойного шаха) то, что роль генерала Пакравана в убеждении шаха о желательности и обязательности изменении смертного приговора Хомейни на изгнание за бунт 1963 года, была ключевой и решающей.
Именно Пакраван спас жизнь Хомейни, умоляя шаха проявить гуманность и снисхождение в отношении оппозиционного священнослужителя. Генерал Пакраван проводил много часов в камере заключения Хомейни, иногда беря с собой еду для него, где он пытался (безрезультатно) внушить аятолле мысль о бесполезности дальнейшего продолжения подобной оппозиционной деятельности. Однако Хомейни не хотел менять свои позиции.

#### Убийство премьер-министра Х.-А. Мансура
Меры, принятые генералом Пакраваном по усмирению оппозиций, особенно исламистов Хомейни не принесли ощутимых результатов.
В 10 часов утра 22 января 1965 г., за несколько дней до второй годовщины «белой революции», на премьер-министра Хасан Али Мансура было совершено покушение (площадь Бохарестан), когда он входил в ворота меджлиса. Боевик из террористической организации «Федаине Ислами», 17-летний Мохаммад Бохарайи подбежал к премьер-министру и выстрелил в него три раза. Тяжелораненого Мансура срочно доставили в больницу, где он оставался в критическом состоянии в течение 5 дней и умер 27 января.
В течение 5 дней кризиса, исполняющим обязанностей премьер-министра шах назначил близкого друга Х.А. Мансура — Амир Аббас Ховейду. 27 января Хасан Али Мансур скончался, после чего на должность нового премьер-министра шахом была утверждена кандидатура Ховейды. По делу о покушении на Мансура были арестованы десятки человек, а 4 члена «Федаине Ислами» были казнены за соучастие в убийстве.

#### Покушение на шаха
В январе 1965 года указом шаха генерала Хассана Пакравана освободили от занимаемой должности и назначили послом Ирана в Пакистане. Его место занял профессионал — генерал Нематолла Нассири, который был одноклассником и другом детства шаха. Выдвигалась версия, что основной причиной увольнения генерала Пакравана было то, что под его начальством САВАК вовремя не пресекла попытку покушения на шаха.
10 апреля 1965 года на жизнь шаха в Мраморном дворце было совершено дерзкое покушение. В результате перестрелки погибло 12 человек, включая нескольких телохранителей шаха. В Тегеране было введено осадное положение, спецслужбы САВАК развернули активную деятельность по розыску организаторов и соучастников террористического акта. В результате расследования САВАК было установлено, что двоих охранников дворца завербовали клерикалы. Вскоре последовали жестокие репрессии со стороны властей — были арестованы и уничтожены в застенках САВАК все участники данного покушения.
В 1969 году Пакравана назначили послом Ирана во Франции. На этом посту он пробыл до 1973 года. В 1974 году генерал Пакраван вместе с семьёй вернулся в Иран. В 1977 году он был вновь призван на службу советником Министерства Суда, чтобы положить конец коррупции в окружении шаха. В начале 1978 года шах отправил генерала Пакравана в отставку.

### Исламская революция (1978–1979 гг.)
В предреволюционный период конца 70-х гг. генерал Пакраван проявил моральную храбрость и выдержку, что являлось источником утешения для многих его коллег в трудные времена 1978—1979 гг., когда революционная стихия под руководством шиитского духовенства взяла под свой контроль всю оппозицию (коммунисты, демократы, социалисты, республиканцы и др.) и в конечном счете захватила власть в Иране в феврале 1979 года.

#### Казнь
После победы исламской революции, Хассан Пакраван был арестован 16 февраля
Во время краткосрочного судебного следствия, где генералу было отказано в праве иметь адвоката, исламские революционные прокуроры выдвигали против него необоснованные обвинения. Учитывая тот факт, что генерал Пакраван был удален из администрации шаха ещё в 1978 году и отправлен в запас, то его казнь выглядела тем более несправедливой.
В своих мемуарах Фатима Пакраван также описывает и детали ареста, заключения и казни «Исламским революционным судом» своего мужа. Генерал Пакраван был взят под стражу представителями исламского ревкома на пороге своего дома. Когда его сын пробовал связаться с ним, в ответ ему говорили, что генерал Пакраван не был вообще арестован. Его семье было заявлено, что он всего лишь гость аятоллы. Но фактически он был заключен в тюрьму вскоре после своего ареста.

Согласно рассказу офицера шахской армии, находившегося в заключении вместе с генералом Пакраваном, но избежавшего расправы, — за несколько дней до казни в одной из бесед с офицером генерал улыбнулся ему и сказал: 
«Это забавно. Я никогда не жил в таких условиях, даже в армии, в такой полной нищете. Я знаю то, что со мной произойдет. Это будет автомат. Но я никогда не чувствовал себя таким спокойным».
11 апреля 1979 года, после допросов и показательного суда генерал Хассан Пакраван был расстрелян по приговору Революционного трибунала под председательством Садека Хальхали. С победой исламской революции директора САВАК Хассан Пакраван, Нематолла Нассири, Насер Могадам, генералы Манучехр Хосроудад, Мехди Рахими, Реза Наджи, командующий шахской гвардией Али Нешат были среди первых высших генералов шаха, которые были казнены вне очереди.
Хассан Пакраван был близким другом премьер-министра Амир Аббас Ховейды. В совершенстве владел французским языком, очень любил читать французскую литературу. Иранские историки монархической эмиграции в один голос утверждают, что Хассан Пакраван был человеком высокого достоинства и настоящим иранским патриотом, лояльным шаху.